# عجب
العُجْب بضم العين وسكون الجيم: الزَّهْوُ والكِبْـرُ، ورجلٌ مُعْجَبٌ: مَزْهُوٌّ بِمَا يكون منه حسنًا أَو قبيحًا. وقيل: المعْجَبُ، الإِنسانُ المعْجَب بنفسه أَو بِالشَّيْءِ. وقد أُعْجِبَ فلان بنفسه إذا ترفع وتكبر فهو مُعْجَب برأْيه وبنفسه. والاسم العُجْبُ وهذه المادة مما تدلُّ عليه كبر واستكبار للشَّيء.
أما العَجَب -بفتح العين والجيم معًا- أي: الأمر الذي يُتَعجَّب منه لِما ينكره ويَقِلُّ مِثْلُه، قال ابن الأَعرابي: العَجَبُ النَّظَرُ إِلى شيءٍ غير مأْلوف ولا مُعتادٍ. والعَجْب -بفتح العين وسكون العين- أي: أصل الذنب ومُؤخَّرُ كل شيء وهو أيضا واحد العُجُوبِ وهي آخر الرمل.
والعُجْب اصطلاحًا:
قال الشريف الجرجاني: (العُجْب: هو عبارة عن تصور استحقاق الشخص رتبة لا يكون مستحقًّا لها).
وقال أحمد بن يحيى المرتضى: (العُجْب: مسرة بحصول أمر، يصحبها تطاول به على من لم يحصل له مثله، بقول أو ما في حكمه، من فعل، أو ترك، أو اعتقاد).
وقال الغزالي: (العُجْب: هو استعظام النعمة، والركون إليها، مع نسيان إضافتها إلى المنعم).

## الفرق بين العُجْب وبعض المعاني المتقاربة
قال ابن حزم: (الْعُجْب أصل يتفرع عنه التيه، والزهو، والكبر، والنخوة، والتعالي، وهذه أسماء واقعة على معان متقاربة. ولذلك صعب الفرق بينها على أكثر الناس).

### الفرق بين العُجْب والإدلال
يقول المحاسبي: (إن الإدلال معنى زائد في العُجْب وهو أن يعجب بعمله أو علمه، فيرى أنَّ له عند الله قدرًا عظيمًا قد استحق به الثواب على عمله، فإنَّ رجاء المغفرة مع الخوف لم يكن إدلالًا، وإن زايل الخوف ذلك فهو إدلال).

### الفرق بين العُجْب والكِبْر
قال أبو هلال العسكري: (إنَّ العُجْب بالشيء، شدة السرور به حتى لا يعادله شيء عند صاحبه، تقول: هو معجب بفلانة. إذا كان شديد السرور بها، وهو معجب بنفسه. إذا كان مسرورًا بخصالها.
ولهذا يقال أعجبه كما يقال سر به فليس العُجْب من الكبر في شيء، وقال علي بن عيسى: العُجْب عقد النفس على فضيلة لها ينبغي أن يتعجب منها، وليست هي لها).
وقال الغزالي: (فإنَّ الكبر يستدعي متكبرًا عليه، ومتكبرًا به، وبه ينفصل الكبر عن العُجْب ... فإن العُجْب لا يستدعي غير المعجب، بل لو لم يخلق الإنسان إلا وحده تصور أن يكون معجبًا، ولا يتصور أن يكون متكبرًا إلا أن يكون مع غيره).

### الفرق بين العُجْب والتِيه
قال مرتضى الزبيدي: (ونقل شيخنا عن الرَّاغب في الفرق بين المعْجب والتائه، فقال: المعْجب يصدق نفسه فيما يظنُّ بها وهمًا. والتَّائه يصدقها قطعًا).

## العُجب في الإسلام

### ذمُّه والنَّهي عنه في القرآن الكريم
وقال تعالى: ((وَلا تُصَعِّرْ خَدَّكَ لِلنَّاسِ وَلا تَمْشِ فِي الأَرْضِ مَرَحًا إِنَّ اللَّهَ لا يُحِبُّ كُلَّ مُخْتَالٍ فَخُورٍ)) ~[لقمان: 18].
قال ابن كثير: (لا تعرض بوجهك عن الناس إذا كلمتهم أو كلموك، احتقارًا منك لهم واستكبارًا عليهم، ولكن ألن جانبك وابسط وجهك إليهم... وقوله تعالى: ((وَلاَ تَمْشِ فِي الأَرْضِ مَرَحًا)). أي: خيلاءً متكبرًا جبارًا عنيدًا، لا تفعل ذلك يبغضك الله، ولهذا قال: ((إِنَّ اللَّهَ لا يُحِبُّ كُلَّ مُخْتَالٍ فَخُورٍ)). أي: مختال معجب في نفسه فَخُورٍ. أي: على غيره).
وقال تعالى: ((وَلاَ تَمْشِ فِي الأَرْضِ مَرَحًا إِنَّكَ لَن تَخْرِقَ الأَرْضَ وَلَن تَبْلُغَ الْجِبَالَ طُولاً  كُلُّ ذَلِكَ كَانَ سَيٍّئُهُ عِنْدَ رَبِّكَ مَكْرُوهًا)) ~[الإسراء: 37-38].
يقول العز بن عبد السلام: (زجره عن التطاول الذي لا يدرك به غرضًا، أو يريد: كما أنك لا تخرق الأرض ولا تبلغ الجبال طولًا، فلذلك لا تبلغ ما تريده بكبرك وعجبك، إياسًا له من بلوغ إرادته).
قال تعالى: ((لَقَدْ نَصَرَكُمُ اللّهُ فِي مَوَاطِنَ كَثِيرَةٍ وَيَوْمَ حُنَيْنٍ إِذْ أَعْجَبَتْكُمْ كَثْرَتُكُمْ فَلَمْ تُغْنِ عَنكُمْ شَيْئًا وَضَاقَتْ عَلَيْكُمُ الأَرْضُ بِمَا رَحُبَتْ ثُمَّ وَلَّيْتُم مُّدْبِرِينَ)) ~[التوبة: 25].
(قال جعفر: استجلاب النصر في شيء واحد، وهو الذلة والافتقار والعجز... وحلول الخذلان بشيء واحد وهو العُجْب...).
وقال تعالى: ((وَاضْرِبْ لَهُم مَّثَلاً رَّجُلَيْنِ جَعَلْنَا لأَحَدِهِمَا جَنَّتَيْنِ مِنْ أَعْنَابٍ وَحَفَفْنَاهُمَا بِنَخْلٍ وَجَعَلْنَا بَيْنَهُمَا زَرْعًا  كِلْتَا الْجَنَّتَيْنِ آتَتْ أُكُلَهَا وَلَمْ تَظْلِمْ مِنْهُ شَيْئًا وَفَجَّرْنَا خِلالَهُمَا نَهَرًا  وَكَانَ لَهُ ثَمَرٌ فَقَالَ لِصَاحِبِهِ وَهُوَ يُحَاوِرُهُ أَنَا أَكْثَرُ مِنكَ مَالاً وَأَعَزُّ نَفَرًا وَدَخَلَ جَنَّتَهُ وَهُوَ ظَالِمٌ لِّنَفْسِهِ قَالَ مَا أَظُنُّ أَن تَبِيدَ هَذِهِ أَبَدًا وَمَا أَظُنُّ السَّاعَةَ قَائِمَةً وَلَئِن رُّدِدتُّ إِلَى رَبِّي لأَجِدَنَّ خَيْرًا مِّنْهَا مُنقَلَبًا)) ~[الكهف: 32-36].
قال ابن عاشور: (ضرب مثلًا للفريقين: للمشركين، وللمؤمنين، بمثل رجلين كان حال أحدهما معجبًا مؤنقًا، وحال الآخر بخلاف ذلك، فكانت عاقبة صاحب الحال المونقة تبابًا وخسارةً، وكانت عاقبة الآخر نجاحًا، ليظهر للفريقين ما يجرُّه الغرور والإعجاب والجبروت إلى صاحبه من الإزراء، وما يلقاه المؤمن المتواضع، العارف بسنن الله في العالم، من التذكير، والتدبر في العواقب، فيكون معرضًا للصلاح والنجاح).
وقال تعالى: ((فَإِذَا مَسَّ الإِنسَانَ ضُرٌّ دَعَانَا ثُمَّ إِذَا خَوَّلْنَاهُ نِعْمَةً مِّنَّا قَالَ إِنَّمَا أُوتِيتُهُ عَلَى عِلْمٍ بَلْ هِيَ فِتْنَةٌ وَلَكِنَّ أَكْثَرَهُمْ لا يَعْلَمُونَ)) ~[الزمر: 49].
قال ابن كثير: (يقول تعالى مخبرًا عن الإنسان أنه في حال الضراء يضرع إلى الله عز وجل، وينيب إليه ويدعوه، وإذا خوله منه نعمة بغى وطغى، وقال: إِنَّمَا أُوتِيتُهُ عَلَى عِلْمٍ أي: لما يعلم الله من استحقاقي له ولولا أني عند الله تعالى خصيص لما خولني هذا).

### ذمُّه والنَّهي عنه في السنة النبوية
روي عن عن أنس  أن رسول اللّه ﷺ قال: 
| عجب | لو لم تذنبوا، لخشيت عليكم ما هو أكبر منه العُجْب. | عجب |

قال المناوي تعليقًا على هذا الحديث: (لأن العاصي يعترف بنقصه، فترجى له التوبة، والمعجب مغرور بعمله فتوبته بعيدة).
(1)- مرجل: من الترجيل وهو تسريح الشعر. (2)- جمته: هو الشعر الذي يتدلى مع الرأس إلى المنكبين أو أكثر. (3)- يتجلجل: أي يغوص في الأرض حين يخسف به .
قال أبو العباس القرطبي: (يفيد هذا الحديث ترك الأمن من تعجيل المؤاخذة على الذنوب، وأن عُجب المرء بنفسه وثوبه وهيئته حرام وكبيرة).
روي عن وعن سلمان  أن رسول اللّه ﷺ قال: 
| عجب | ثلاثة لا يدخلون الجنة: الشيخ الزاني، والإمام الكذَّاب، والعائل المزهو. | عجب |

### ذمُّه والنَّهي عنه في كتب العلماء
- قالت عائشة : (لبست مرة درعًا جديدًا، فجعلت أنظر إليه، وأعجب به، فقال أبو بكر : أما علمت أنَّ العبد إذا دخله العجـب بزينة الدنيا، مقته ربُّه حتى يفارق تلك الزينة؟ قالت: فنزعته فتصدقت به. فقال أبو بكر : عسى ذلك أن يكفِّر عنك).
- وقال علي بن أبي طالب : (الإعجاب ضدُّ الصواب، وآفة الألباب).
- قال عمر : (أخوف ما أخاف عليكم أن تهلكوا فيه ثلاث خلال: شحٌّ مطاع، وهوى متبع، وإعجاب المرء بنفسه).
- وقال عبد الله بن المبارك: (اثنتان منجيتان، واثنتان مهلكتان، فالمنجيتان: النية، والنهي، فالنية؛ أن تنوي أن تطيع الله فيما يستقبل، والنهي؛ أن تنهى نفسك عما حرم الله عزَّ وجلَّ، والمهلكتان: العُجْب، والقنوط).
- وعن كعب أنه قال لرجل رآه يتبع الأحاديث: (اتق الله، وارض بالدون من المجلس، ولا تؤذ أحدًا؛ فإنَّه لو ملأ علمك ما بين السماء والأرض مع العُجْب، ما زادك الله به إلا سفالًا ونقصانًا).
- وقال أبو الدرداء: (علامة الجهل ثلاث: العُجْـب، وكثرة المنطق فيما لا يعنيه، وأن ينهى عن شيء ويأتيه).
- وكان ذو النون يقول: (أربع خلال لها ثمرة: العجلة، والعُجْب، واللجاجة، والشره، فثمرة العجلة الندامة، وثمرة العُجْب البغض، وثمرة اللجاجة الحيرة، وثمرة الشَّره الفاقة).
- وعن مسروق قال: (كفى بالمرء علمًا أن يخشى الله، وكفى بالمرء جهلًا أن يُعجب بعلمه).
- وقال علي بن ثابت: (المال آفته التبذير والنهب، والعلم آفته الإعجاب والغضب).
- وقال أبو وهب المروزي: (سألت ابن المبارك: ما الكِبْر؟ قال: أن تزدري الناس. فسألته عن العُجْب؟ قال: أن ترى أن عندك شيئًا ليس عند غيرك، لا أعلم في المصلين شيئًا شرًّا من العُجْب).
- وكان يحيى بن معاذ الرازي يقول: (إِياكم والعُجْـب، فإِنَّ العُجْب مهلكة لأهله، وإِنَّ العُجْب ليأكل الحسَنات كما تأكل النَّار الحطب).
- قال ابن المقفع: (العُجْب آفةُ العقل، واللجاجةُ قُعودُ الهوى، والبُخل لقاحُ الحرصِ، والمراء فسادُ اللسانِ، والحَميَّةُ سببُ الجهلِ، والأنفُ توأمُ السفه، والمنافسة أختُ العداوة).
وقال أيضًا: (واعلم أن خفضَ الصوتِ، وسكون الريحِ، ومشي القصدِ، من دواعي المودة، إذا لم يخالط ذلك بأْو ولا عجبٌ. أما العُجْب فهو من دواعي المقتِ والشنآن).
قال ابن حزم الأندلسي: (من امتحن بالعُجْب فليفكِّر في عيوبه، فإن أعجب بفضائله، فليفتش ما فيه من الأخلاق الدنية، فإن خفيت عليه عيوبه جملة حتى يظن أنَّه لا عيب فيه، فليعلم أنَّه مصيبة للأبد، وأنَّه أتمُّ الناس نقصًا، وأعظمهم عيوبًا، وأضعفهم تمييزًا... فليتدارك نفسه بالبحث عن عيوبه، والاشتغال بذلك عن الإعجاب بها، وعن عيوب غيره التي لا تضره لا في الدنيا ولا في الآخرة...
ثم تقول للمعجب: ارجع إلى نفسك، فإذا ميَّزت عيوبها فقد داويت عجبك، ولا تميل بين نفسك وبين من هو أكثر منها عيوبًا فتستسهل الرذائل، وتكون مقلدًا لأهل الشرِّ).

## أنواع العُجْب
(ولا فرق بين أن تكون تلك الخصلة التي حصل بها الإعجاب اضطرارية، كجمال، أو فصاحة، أو كثرة عشيرة، أو مال، أو بنين، أم اختيارية، كإقدام، أو كثرة علم، أو طاعة، أو نحو ذلك، فإن العُجْب بذلك كله قبيح شرعًا، ولا أعرف فيه خلافًا).

## عواقب العُجْـب وآثاره السلبية
1- أول باب يودي إلى الكِبْر، وإلى الكثير من الأخلاق السيِّئة والصِّفات الرديئة كالتيه وازدراء الآخرين:
قال المحاسبي: (إن أوَّل بدوِّ الكبر العُجْب، فمن العُجْب يكون أكثر الكبر، ولا يكاد المعجب أن ينجو من الكبر...).
وقال ابن الجوزي: (اعلم أَنَّ من أَسباب الْكِبْرِ العُجْب، فَإِنَّ من أُعْجِب بِشَيْءٍ تكبَّر به).
وجاء في تَعْرِيفِ التِّيهِ: (هو خلق متولد بين أمرين: إعجابه بنفسه، وإزراؤه بغيره، فيتولَّد من بين هذين التيه).
2- يقود للغفلة والعمى عن رؤية الذنوب والأخطاء بل وإدراكها أو المبالاة فيها، فلا يُحْدِث لها توبة:
قال المحاسبي: (يجمع العُجْب خصالًا شتى: يعمى عليه كثير من ذنوبه، وينسى مما لم يعم عليه منها أكثرها، وما ذكر منها كان له مستصغرًا، وتعمى عليه أخطاؤه، وقوله بغير الحق).
3- العُجب بالطاعة يجعل العبد يستعظم أعماله وطاعاته، فيمنُّ على الله ويمنُّ على الناس بما يقدمه.
قال تعالى: ﴿يَمُنُّونَ عَلَيْكَ أَنْ أَسْلَمُوا قُلْ لَا تَمُنُّوا عَلَيَّ إِسْلَامَكُمْ بَلِ اللَّهُ يَمُنُّ عَلَيْكُمْ أَنْ هَدَاكُمْ لِلْإِيمَانِ إِنْ كُنْتُمْ صَادِقِينَ ۝١٧﴾ [الحجرات:17]
قال المحاسبي: (ويخرجه الَّمُن بمعروفه وصدقته. لأنه عظم عنده ما تصدق به، أو تفضل به، وينسى مِنَّة الله عزَّ وجلَّ عليه، وأنه مضيع لشكره على ذلك، فمن بما اصطنع من معروفه فحبط أجره، كما قال الله عزَّ وجلَّ: ((لاَ تُبْطِلُواْ صَدَقَاتِكُم بِالْمَنِّ)) [البقرة: 264].).
قال أحمد بن عطاء الله السكندري: (لا تفرحك الطاعةُ لأنها برزت منك، وافرح بها لأنها برزت من الله إليك... ﴿ قُلْ بِفَضْلِ اللَّهِ وَبِرَحْمَتِهِ فَبِذَٰلِكَ فَلْيَفْرَحُوا هُوَ خَيْرٌ مِمَّا يَجْمَعُونَ)).
4- يُفسد الأعمال، ويذهب بثوابها ونفعها.
ويقول ابن القيم: (لا شيء أفسد للأعمال من العُجْب ورؤية النفس).
5- يؤدي إلى الفتور عن العمل، لشعوره بعظمة ما فعله وبالتالي كفايته، ويمنعه عن سؤال أهل العلم أو طلب العلم.
6- يودي بالعبد إلى الخذلان، بحيث يكله الله إلى نفسه فلا ينصره، ولا يؤيده:
كما قال تعالى: ((لَقَدْ نَصَرَكُمُ اللّهُ فِي مَوَاطِنَ كَثِيرَةٍ وَيَوْمَ حُنَيْنٍ إِذْ أَعْجَبَتْكُمْ كَثْرَتُكُمْ فَلَمْ تُغْنِ عَنكُمْ شَيْئًا وَضَاقَتْ عَلَيْكُمُ الأَرْضُ بِمَا رَحُبَتْ ثُمَّ وَلَّيْتُم مُّدْبِرِينَ)) ~[التوبة: 25].

## حكم العُجْب في الإسلام
قال ابن حزم: (إن العُجْب من أعظم الذنوب وأمحقها للأعمال. فتحفظوا، حفظنا الله وإيَّاكم من العُجْب والرياء).
ويقول الغزالي: (اعلم أن العُجْب مذموم في كتاب الله تعالى وسنة رسوله ﷺ، قال عزَّ وجلَّ: ((وَظَنُّوا أَنَّهُم مَّانِعَتُهُمْ حُصُونُهُم مِّنَ اللَّهِ فَأَتَاهُمُ اللَّهُ مِنْ حَيْثُ لَمْ يَحْتَسِبُوا)) ~[الحشر: 2]، فردَّ على الكفَّار في إعجابهم بحصونهم، وشوكتهم، وقال تعالى: ((وَهُمْ يَحْسَبُونَ أَنَّهُمْ يُحْسِنُونَ صُنْعًا)) ~[الكهف: 104]).
وعده ابن تيمية من باب الإشراك بالنفس فقال: (وكثيرًا ما يقرن الرياء بالعُجْب، فالرياء من باب الإشراك بالخلق، والعُجْب من باب الإشراك بالنفس، وهذا حال المستكبر، فالمرائي لا يحقق قوله ((إِيَّاكَ نَعْبُدُ)) والمعجب لا يُحقِّق قوله: ((وإِيَّاكَ نَسْتَعِينُ)) فمن حقَّق قوله ((إِيَّاكَ نَعْبُدُ)) خرج عن الرِّياء، ومن حقَّق قوله: ((وإِيَّاكَ نَسْتَعِينُ)) خرج عن الإعجاب).

## طرق علاج صور العُجب المختلفة
قال ابن حزم: 
(فإن أعجبت بعقلك، ففكر في كلِّ فكرة سوء تمرُّ بخاطرك، وفي أضاليل الأماني الطائفة بك، فإنَّك تعلم نقص عقلك حينئذ.
وإن أعجبت بآرائك، فتفكَّر في سقطاتك، واحفظها ولا تنسها، وفي كلِّ رأي قدرته صوابًا، فخرج بخلاف تقديرك، وأصاب غيرك وأخطأت أنت، فإنَّك إن فعلت ذلك فأقل أحوالك أن يوازن سقوط رأيك صوابه، فتخرج لا لك ولا عليك، والأغلب أن خطأك أكثر من صوابك. وهكذا كلُّ أحد من الناس بعد النبيين صلوات الله عليهم.
وإن أعجبت بخيرك، فتفكَّر في معاصيك، وتقصيرك، وفي معايبك ووجوهها، فوالله لتجدنَّ من ذلك ما يغلب على خيرك، ويعفي على حسناتك، فليطل همك حينئذ من ذلك، وأبدل من العُجْب تنقيصًا لنفسك.
وإن أعجبت بعلمك، فاعلم أنه لا خصلة لك فيه، وأنه موهبة من الله مجردة، وهبك إياها ربك تعالى، فلا تقابلها بما يسخطه، فلعله ينسيك ذلك بعلة يمتحنك بها، تولد عليك نسيان ما علمت وحفظت...
واعلم أنَّ كثيرًا من أهل الحرص على العلم يجدون في القراءة، والإكباب على الدرس والطلب، ثم لا يرزقون منه حظًّا، فليعلم ذو العلم أنه لو كان بالإكباب وحده لكان غيره فوقه، فصحَّ أنه موهبة من الله تعالى، فأي مكان للعجب ها هنا! ما هذا إلا موضع تواضع، وشكر لله تعالى، واستزادة من نعمه، واستعاذة من سلبها.
ثم تفكر أيضًا، في أنَّ ما خفي عليك وجهلته من أنواع العلم الذي تختص به، والذي أعجبت بنفاذك فيه، أكثر مما تعلم من ذلك، فاجعل مكان العُجْب استنقاصًا لنفسك واستقصارًا لها، فهو أولى، وتفكر فيمن كان أعلم منك تجدهم كثيرًا، فلتهن نفسك عندك حينئذ.
وتفكر في إخلالك بعلمك، فإنك لا تعمل بما علمت منه، فعلمك عليك حجة حينئذ، لقد كان أسلم لك لو لم تكن عالـمًا، واعلم أنَّ الجاهل حينئذ أعقل منك وأحسن حالًا وأعذر، فليسقط عجبك بالكلية.
ثم لعل علمك الذي تعجب بنفاذك فيه، من العلوم المتأخرة التي لا كبير خصلة فيها، كالشعر، وما جرى مجراه، فانظر حينئذ إلى من علمه أجل من علمك في مراتب الدنيا والآخرة، فتهون نفسك عليك.
وإن أعجبت بشجاعتك، فتفكر فيمن هو أشجع منك، ثم انظر في تلك النجدة التي منحك الله تعالى فيما صرفتها، فإن كنت صرفتها في معصية فأنت أحمق، لأنك بذلت نفسك فيما ليس بثمن لها، وإن كنت صرفتها في طاعة فقد أفسدتها بعجبك، ثم تفكر في زوالها عنك بالشيخ، وإنك إن عشت فستصير في عداد العيال وكالصبي ضعفًا...
وإن أعجبت بجاهك في دنياك، فتفكر في مخالفيك، وأندادك، ونظائرك، ولعلهم أخساء، وضعاء، سقاط، فاعلم أنهم أمثالك فيما أنت فيه، ولعلهم ممن يستحيي من التشبه بهم، لفرط رذالتهم، وخساستهم في أنفسهم، وفي أخلاقهم، ومنابتهم، فاستهن بكل منزلة شارك فيها من ذكرت لك.
إن كنت مالك الأرض كلها ولا خليفة عليك - وهذا بعيد جدًّا في الإمكان- فما نعلم أحدًا ملك معمور الأرض كلها على قلته وضيق مساحته بالإضافة إلى غامرها، فكيف إذا أضيف إلى الفلك المحيط...
وإن كنت ملك المسلمين كلهم، فاعلم أنَّ ملك السودان وهو رجل أسود مكشوف العورة جاهل، يملك أوسع من ملكك، فإن قلت أخذته بحقٍّ، فلعمري ما أخذته بحقٍّ إذ استعملت فيه رذيلة العُجْب، وإذا لم تعدل فيه فاستحي من حالك، فهي حالة لا حالة يجب العُجْب فيها.
وإن أعجبت بمالك، فهذه أسوأ مراتب العُجْب، فانظر في كلِّ ساقط خسيس فهو أغنى منك، فلا تغتبط بحالة يفوقك فيها من ذكرت، واعلم أنَّ عجبك بالمال حمق؛ لأنَّه أحجار لا تنتفع بها إلا بأن تخرجها عن ملكك بنفقتها في وجهها فقط، والمال أيضًا غاد ورائح، وربما زال عنك، ورأيته بعينه في يد غيرك، ولعل ذلك يكون في يد عدوك، فالعُجْب بمثل هذا سخف، والثقة به غرور وضعف.
وإن أعجبت بحُسْنك، ففكر فيما عليك مما نستحيي نحن من إثباته، وتستحي أنت منه إذا ذهب عنك بدخولك في السنِّ.
وإن أعجبت بمدح إخوانك لك، ففكر في ذمِّ أعدائك إياك، فحينئذ ينجلي عنك العُجْب، فإن لم يكن لك عدو فلا خير فيكن ولا منزلة أسقط من منزلة من لا عدو له، فليست إلا منزلة من ليس الله تعالى عنده نعمة يحسد عليها، عافانا الله.
فإن استحقرت عيوبك، ففكر فيها لو ظهرت إلى الناس، وتمثل اطلاعهم عليها، فحينئذ تخجل وتعرف قدر نقصك إن كانت لك مسكة من تمييز...
وإن أعجبت بنسبك، فهذه أسوأ من كلِّ ما ذكرنا؛ لأنَّ هذا الذي أعجبت به لا فائدة له أصلًا في دنيا ولا آخرة. وانظر هل يدفع عنك جوعة، أو يستر لك عورة، أو ينفعك في آخرتك.
ثم انظر إلى من يساهمك في نسبك، وربما فيما هو أعلى منه ممن نالته ولادة الأنبياء عليهم السلام، ثم ولادة الخلفاء، ثم ولادة الفضلاء من الصحابة والعلماء، ثم ولادة ملوك العجم، من الأكاسرة والقياصرة، ثم ولادة التبابعة وسائر ملوك الإسلام، فتأمل غبراتهم وبقاياهم، ومن يدلي بمثل ما تدلي به من ذلك، تجد أكثرهم أمثال الكلاب خساسة، وتلقهم في غاية السقوط والرذالة، والتبذل والتحلي بالصفات المذمومة، فلا تغتبط بمنزلة هم نظراؤك أو فوقك.
فإن أعجبت بولادة الفضلاء إياك-أي أعجبت بنسبك-، فما أخلى يدك من فضلهم إن لم تكن أنت فاضلًا، وما أقلَّ غناءهم عنك في الدنيا والآخرة، إن لم تكن محسنًا، والناس كلُّهم ولد آدم الذي خلقه الله تعالى بيده، وأسكنه جنته وأسجد له ملائكته، ولكن ما أقلَّ نفعه لهم، وفيهم كلُّ عيب، وكلُّ فاسق، وكلُّ كافر.
وإذا فكر العاقل في أنَّ فضائل آبائه لا تقربه من ربه تعالى، ولا تكسبه وجاهة، لم يحزها هو بسعده، أو بفضله في نفسه، ولا ماله، فأي معنى للإعجاب بما لا منفعة فيه...
فإن تعدى بك العُجْب إلى الامتداح، فقد تضاعف سقوطك؛ لأنَّه قد عجز عقلك عن مفارقة ما فيك من العُجْب، هذا إن امتدحت بحق، فكيف إن امتدحت بكذب! وقد كان ابن نوح وأبو إبراهيم وأبو لهب، عم النبي صلى الله عليه وعلى نوح وإبراهيم وسلم، أقرب الناس من أفضل خلق الله تعالى من ولد آدم وممن الشرف كله في اتباعهم، فما انتفعوا بذلك.
وإن أعجبت بقوة جسمك، فتفكر في أنَّ البغل، والحمار، والثور، أقوى منك وأحمل للأثقال، وإن أعجبت بخفتك، فاعلم أن الكلب والأرنب يفوقانك في هذا الباب. فمن أعجب العجيب إعجاب ناطق بخصلة يفوقه فيها غير الناطق...)).